# Anna Czillich
Anna Czillich (* 25. Mai 1899 in Eger; † 18. August 1923 in Budapest) war eine ungarische Malerin, die in Sasad, einem Stadtteil im 11. Bezirk in Budapest lebte.

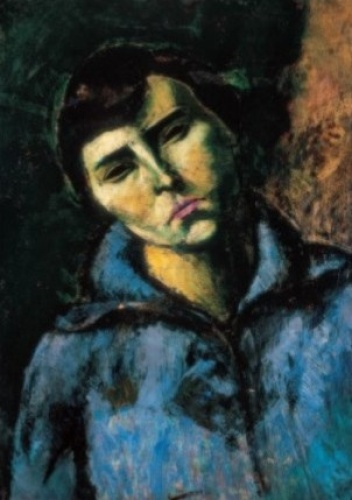
Selbstporträt

Sie begann ihre Ausbildung im Sommer 1917 bei István Réti in der Künstlersiedlung in Nagybánya. Anschließend besuchte sie von 1917 bis 1920 die Hochschule für bildende Kunst und war dort Schülerin von Oszkár Glatz und Dezső Pilch.
Ihre kraftvollen Malereien und Zeichnungen wurden erst nach ihrem Tod auf Ausstellungen veröffentlicht. Sie starb im Alter von 24 Jahren an Tuberkulose.
Im Jahr 1924 wurde Anna Czillichs Nachlass im Alkotás Művészház („Künstlerhaus Alkotás“) in einer Ausstellung gezeigt.
Das 1925 herausgegebene Tagebuch erregte großes Aufsehen, da sie darin mit großer Ehrlichkeit ihren Kampf gegen die Erkrankung beschreibt.